# Фальконер, Дебора
Дебора Фальконер (англ. Deborah Falconer, род. 13 августа 1965[…], Сакраменто, Калифорния) — американская певица, автор песен, модель и актриса. Её первым альбомом был Untangle. 22 июля 2003 года она выпустила свой второй альбом Brave Like Me. Её третий альбом Lift Your Gaze вышел 18 октября 2014 года.

## Личная жизнь
Фальконер вышла замуж за Роберта Дауни-младшего 29 мая 1992 года после 42 дней знакомства. Пара развелась 26 апреля 2004 года. У них есть общий сын Индио.

## Фильмография

### Фильмы
| Год  | Название            | Роль                   | Прим.          |
| ---- | ------------------- | ---------------------- | -------------- |
| 1988 | Скауты              | Венди                  |                |
| 1991 | Дорз                | Девушка Джона Денсмора |                |
| 1991 | Пираты              | Ривка                  |                |
| 1993 | Мистер Блюзман      | Хлоя                   |                |
| 1993 | Короткие истории    | Барбара                |                |
| 1993 | Последняя вечеринка | н/д                    | Документальный |

### Телевидение
| Год  | Название        | Роль             | Прим.     |
| ---- | --------------- | ---------------- | --------- |
| 1991 | Братство оружия | Эллисон Макбрайд | Телефильм |